# Melignomon eisentrauti
El indicador patiamarillo (Melignomon eisentrauti) es una especie de ave piciforme de la familia Indicatoridae que habita en África Occidental. 
Se alimenta principalmente de polen, insectos, semillas y frutos pequeños.

## Distribución y hábitat
Se la encuentra en Camerún, Guinea, Liberia, Sierra Leona, posiblemente en Costa de Marfil, y posiblemente en Ghana. Su hábitat natural son los bosques húmedos bajos tropicales. Se encuentra amenazada por la pérdida de hábitat.